# Droit des dessins et modèles industriels
Un droit de dessin industriel est un droit de propriété intellectuelle qui protège la conception visuelle d'objets purement utilitaires. Un dessin ou modèle industriel consiste en la création d'une forme, d'une configuration ou d'une composition de motifs ou de couleurs, ou d'une combinaison de motifs et de couleurs sous une forme tridimensionnelle contenant une valeur esthétique. Un dessin ou modèle industriel peut être un motif bidimensionnel ou tridimensionnel utilisé pour produire un produit, un bien industriel ou un artisanat.
En vertu de l'Arrangement de La Haye concernant le dépôt international des dessins et modèles industriels, un traité administré par l'OMPI, il existe une procédure d'enregistrement international. Pour pouvoir être enregistré, les lois nationales de la plupart des États membres de l'OMPI exigent que le dessin ou modèle soit novateur. Un déposant peut demander un dépôt international unique auprès de l’OMPI ou auprès de l’office national d’un pays partie au traité. Le dessin ou modèle sera alors protégé dans autant de pays membres du traité que souhaité. Les droits sur les dessins et modèles ont débuté au Royaume-Uni en 1787 avec le Designing and Printing of Linen Act et se sont ensuite étendus.
L'enregistrement d'un dessin ou modèle industriel est lié à la délivrance d'un brevet. 

## Durée des droits de conception
Selon la juridiction, les droits de conception enregistrés ont une durée comprise entre 15 et 50 ans. Les membres du système de La Haye de l'OMPI doivent publier leur durée maximale de protection pour les droits sur les dessins et modèles. Ces termes sont présentés dans le tableau ci-dessous. Certaines des juridictions ci-dessous sont des syndicats ou des bureaux collaboratifs pour l'enregistrement des dessins et modèles comme l'Organisation africaine de la propriété intellectuelle, l'Union européenne et le Benelux.
| Pays ou collectif                          | Durée maximum des droits |
| ------------------------------------------ | ------------------------ |
| African Intellectual Property Organization | 15 ans                   |
| Albanie                                    | 15 ans                   |
| Arménie                                    | 15 ans                   |
| Azerbaïdjan                                | 15 ans                   |
| Belize                                     | 15 ans                   |
| Benelux                                    | 25 ans                   |
| Benin                                      | 15 ans                   |
| Bosnie et Herzegovina                      | 25 ans                   |
| Botswana                                   | 15 ans                   |
| Brunei Darussalam                          | 15 ans                   |
| Bulgarie                                   | 25 ans                   |
| Cambodge                                   | 15 ans                   |
| Côte d'Ivoire                              | 15 ans                   |
| Croatie                                    | 25 ans                   |
| Danemark                                   | 25 ans ou 15 ans         |
| République populaire démocratique de Corée | 15 ans                   |
| Égypte                                     | 15 ans                   |
| Estonie                                    | 25 ans                   |
| Union européenne                           | 25 ans                   |
| Finlande                                   | 25 ans ou 15 ans         |
| France                                     | 25 ans                   |
| Gabon                                      | 15 ans                   |
| Georgie                                    | 25 ans                   |
| Allemagne                                  | 25 ans                   |
| Ghana                                      | 15 ans                   |
| Grece                                      | 25 ans                   |
| Hongrie                                    | 25 ans                   |
| Islande                                    | 25 ans                   |
| Italie                                     | 25 ans                   |
| Japon                                      | 20 ans                   |
| Kyrgyzstan                                 | 15 ans                   |
| Lettonie                                   | 25 ans                   |
| Liechtenstein                              | 25 ans                   |
| Lithuanie                                  | 25 ans                   |
| Mali                                       | 15 ans                   |
| Monaco                                     | 50 ans                   |
| Mongolie                                   | 15 ans                   |
| Monténégro                                 | 25 ans                   |
| Maroc                                      | 50 ans                   |
| Namibie                                    | 15 ans                   |
| Nepal                                      | 25 ans                   |
| Niger                                      | 15 ans                   |
| Norvège                                    | 25 ans                   |
| Oman                                       | 15 ans                   |
| Pologne                                    | 25 ans                   |
| République de Corée                        | 20 ans                   |
| République de Moldavie                     | 25 ans                   |
| Roumanie                                   | 25 ans                   |
| Fédération de Russie                       | 25 ans                   |
| São Tomé et Príncipe                       | 15 ans                   |
| Senegal                                    | 15 ans                   |
| Serbie                                     | 25 ans                   |
| Singapour                                  | 15 ans                   |
| Slovenie                                   | 25 ans                   |
| Espagne                                    | 25 ans                   |
| Suède                                      | 25 ans ou 15 ans         |
| Suisse                                     | 25 ans                   |
| République arabe syrienne                  | 15 ans                   |
| Tadjikistan                                | 15 ans                   |
| Sri Lanka                                  | 15 ans                   |
| Macédoine du Nord                          | 25 ans                   |
| Tunisie                                    | 15 ans                   |
| Turquie                                    | 25 ans                   |
| Ukraine                                    | 15 ans                   |
| Royaume-Uni                                | 25 ans                   |
| États-Unis d'Amérique                      | 15 ans                   |

## Voir également
- Droit des dessins et modèles industriels dans l’Union Européenne ;
- La Base de données mondiale sur les dessins et modèles publiée par l’Organisation mondiale de la propriété intellectuelle (OMPI).
- Traité sur le droit des dessins et modèles